# Idée d'apache
Idée d'apache è un cortometraggio del 1907 diretto da Lucien Nonguet.

## Trama
Due uomini derubano un gentiluomo borghese due volte.